# Eduardo Toda
Eduardo Toda y Güell (Reus, 9 de enero de 1855 - Poblet, 26 de abril de 1941) fue un diplomático, arqueólogo, egiptólogo y sinólogo español. Está considerado como el primer egiptólogo de España.

## Biografía
Fue hijo de madre soltera. Su padre, un rico heredero, le reconoció judicialmente pero se negó a contraer matrimonio con su madre. Fue criado por su madre y su tío paterno, José Güell y Mercader, un conocido periodista y político de Reus, republicano y federal.
Estudió en las Escuelas Pías de Reus, donde se graduó como bachiller en Artes en 1869. Fue amigo de infancia de Antoni Gaudí, y junto con José Ribera y Sans elaboraron un proyecto de restauración del monasterio de Poblet. Eduardo Toda poseía grandes dotes intelectuales y dominaba siete lenguas (catalán, castellano, francés, portugués, inglés, alemán y chino). Estudió, además de la cultura egipcia, la china, la filipina y la japonesa y sus trabajos fueron traducidos a varios idiomas, en especial al portugués y al inglés. Tras licenciarse en Derecho civil y canónico en Madrid, Toda pasó a formar parte del cuerpo diplomático en 1873. Solicitó la plaza vacante de vicecónsul en la colonia portuguesa de Macao, embarcando en febrero de 1876. Una vez en China, obtuvo la plaza de vicecónsul en Hong Kong (1876-1878), Cantón y Whampoa (1878-1880) y Shanghái (1880-1882). Además de estas ciudades y de las ciudades por las que pasó en sus viajes de ida y vuelta a China, Toda tuvo la oportunidad de viajar extensamente por China y otros países de Asia oriental, visitando Suzhou, Hunan y Filipinas en 1878, así como Jiangsu, Zhejiang y finalmente Japón en 1882.
Durante su estancia en China, Toda desarrolló estudios sobre la historia de la numismática asiática. Reunió una colección de más de 13 000 monedas, entre ellas 5000 monedas chinas de época imperial. El grueso de su colección fue vendida al Museo Arqueológico Nacional, donde a día de hoy representa la colección más importante de monedas de Asia oriental de España, si bien otros documentos importantes se conservan en el Museo Víctor Balaguer de Villanueva y Geltrú y en el archivo del Monasterio de Poblet, como la copia manuscrita del Qinding Qianlu (Los anales de monedas aprobados por la Corte).
Regresado a España después de seis años de servicio en el extranjero, permaneció en su Reus natal desde finales del año 1882 hasta el 1884, en que marchó a El Cairo como cónsul general de España. Llegó a Alejandría el 17 de abril de 1884, a bordo del vapor Tanjore de la flota Peninsular & Oriental inglesa, según sus propias confesiones después de un pésimo viaje por el mar Adriático y el archipiélago griego, y permaneció en Egipto hasta 1886, realizando varios viajes por el país. Allí trabó amistad con Gaston Maspero, en aquel momento director del Servicio de Antigüedades (Service d’Antiquités Egyptiennes).
La Biblioteca de Reserva de la Universidad de Barcelona conserva unas veinte obras que formaron parte de la biblioteca personal de Toda, y varios ejemplos de las diversas marcas de propiedad que identificaron sus libros a lo largo de los años. A lo largo de su vida escribió artículos para publicaciones periódicas como La Renaixensa y La Ilustració Catalana.

## Viajes
Toda viajó por todo el delta del Nilo y también visitó Sais, Mendes, Bubastis y Atribis. En las inmediaciones de El Cairo, las ruinas de Heliópolis donde vio el obelisco de Sesostris I. También exploró las zonas de Guiza y Saqqara. Cerca de la Gran Pirámide de Guiza, presencia el descubrimiento de una tumba perteneciente a un personaje cuyo nombre transcribe Toda como Kemkaf, datado en la Dinastía IV. Menciona, a propósito de la Esfinge de Guiza, una estela existente en el Museo de Bulak que contiene una inscripción que hace referencia al momento en que se construyó la Gran pirámide, en tiempos de Keops, y a la orden dada por este rey de restaurar la Esfinge, lo que le indujo a pensar que este monumento era anterior al período del Imperio Antiguo, fechándolo en época Tinita. En Saqqara, realizará calcos de los relieves de las mastabas de Ti y Ptah-hotep. En dirección sur, llega hasta Meidum donde visita la pirámide de Seneferu, y se acerca hasta las pirámides de El Lisht. Sin embargo parece que no llegó a estar realmente en los hipogeos de Beni Hassan. 

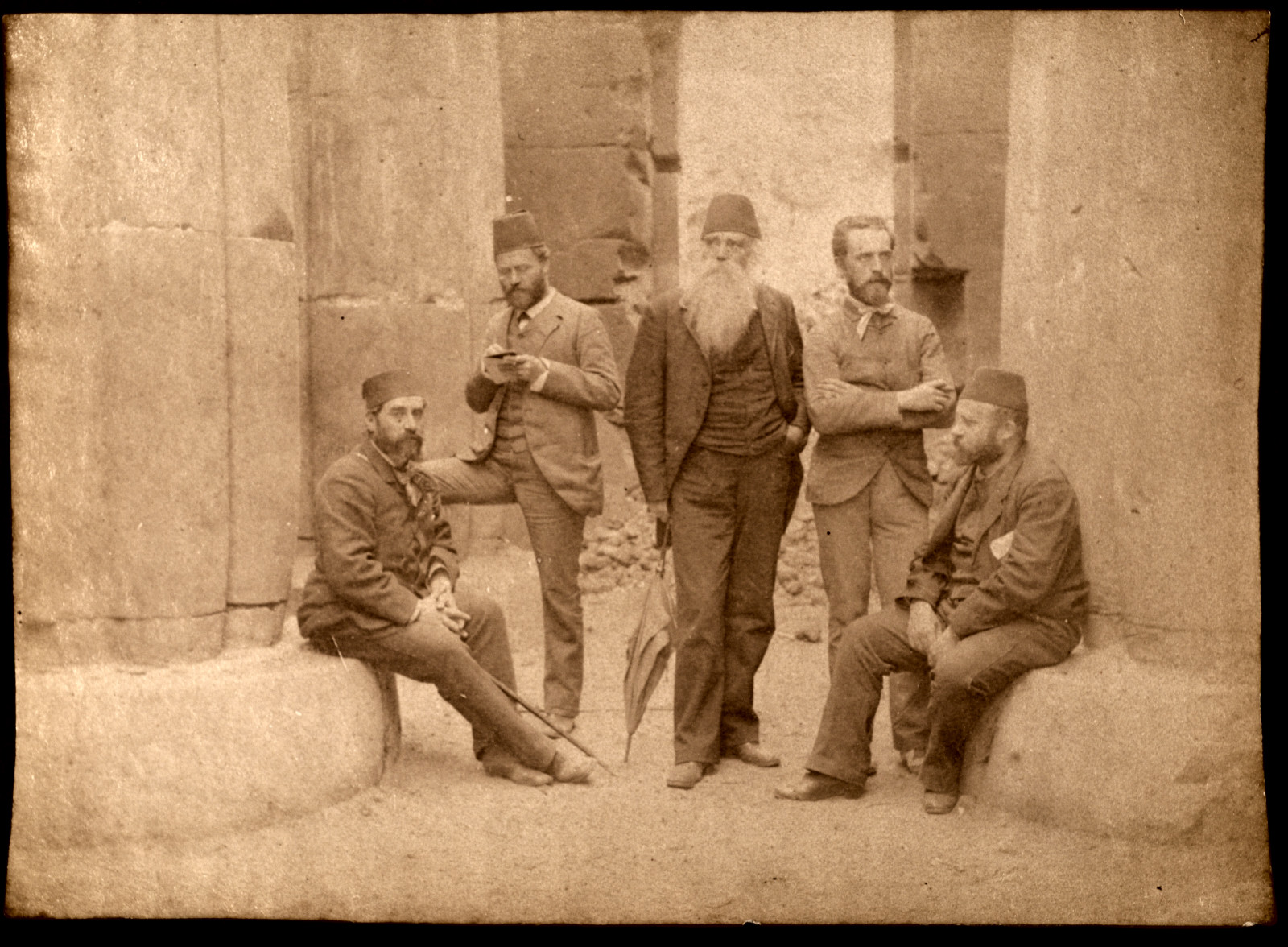
Eduardo Toda, segundo por la derecha, con Gaston Maspero durante su estancia en Egipto, 1886.

Visitó «una cueva de una serie de ellas»; parece referirse a la tumba de Hapi-Dyefa, príncipe de Asiut, de la Dinastía XII, que recibe efectivamente, el nombre árabe de Stabl Antar "El Establo de Antar"; en dicha tumba se encuentran unos importantes textos jurídicos, en aquella época, aún inéditos.
Se detuvo algunos días en las llanuras de Tebas con motivo de las excavaciones del templo de Luxor y el hallazgo del sepulcro de Son Notem, descubierto cerca de Deir el-Medina. Al parecer Toda ya había visitado Luxor en el año 1885, de modo que demuestra conocer muy bien este lugar. Sus fotografías son documentos reveladores del estado de ese edificio con anterioridad a su definitiva limpieza. El poema de Pentaur y la batalla de Kadesh, representadas en el pilono de Ramsés II, llaman vivamente su atención. 
Pero el acontecimiento arqueológico que le unirá indisolublemente a la egiptología es el descubrimiento y apertura de una tumba intacta en el mes de febrero de 1886; se trataba de la tumba de Sennedyem, en la necrópolis de la ciudad obrera situada en Deir el-Medina. El relato del descubrimiento se encuentra en la monografía dedicada a la tumba, en la serie Estudios Egiptológicos, y en el Capítulo XXV de A través del Egipto. Redacta el inventario del museo Bulaq y toma fotografías, a partir de las cuales, el excelente artista que fue José Riudavets elaboró las planchas de grabado que ilustrarían la publicación; igualmente copia los textos que traducirá ayudado por Urbain Bouriant. El contenido de la tumba, excepto las piezas que Toda trajo a España consigo (hoy forman parte de los fondos del Museo Arqueológico Nacional y de la Biblioteca Museo Víctor Balaguer), están expuestas en la Sala 17 del Museo Egipcio de El Cairo.

## Aportaciones a la egiptología

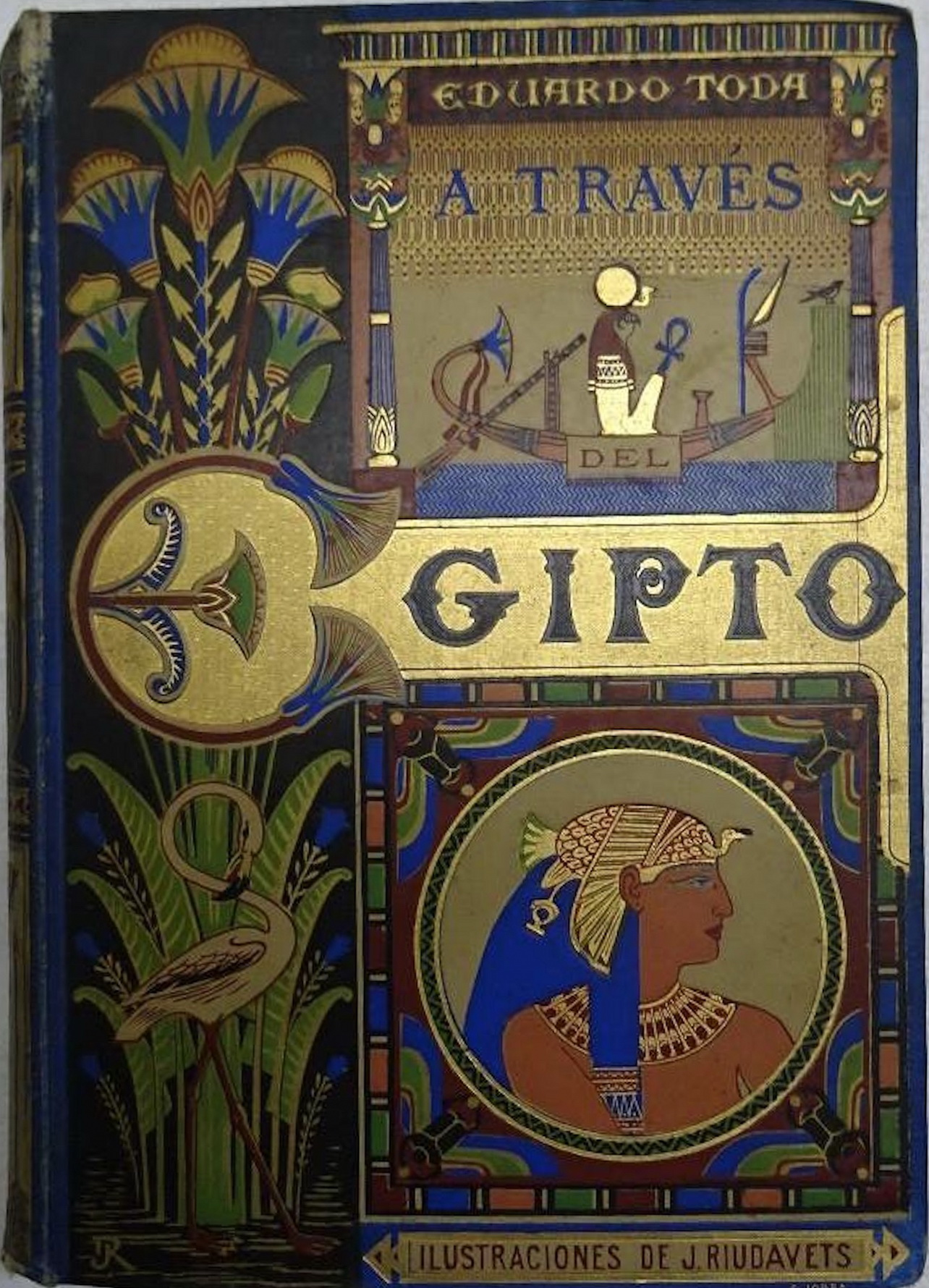
A través del Egipto, la principal obra de Toda, publicada en 1889 por El Progreso Editorial.

Toda escribió y publicó diversas monografías sobre diferentes cuestiones de egiptología. La principal obra que salió de su pluma es A través del Egipto (Madrid, 1889), donde narra un amplio cúmulo de experiencias y observaciones realizadas durante su estancia en Egipto. Otra iniciativa fue la creación de una serie de publicaciones, sus Estudios Egiptológicos, con la intención de crear en España una publicación permanente que albergase en su seno las futuras actividades de investigación en egiptología en España. Esta serie tan sólo abarcó tres títulos, todos ellos de Toda, a saber: Sesostris, Madrid, 1886; La muerte en el Antiguo Egipto, Madrid, 1887 y Son Notem en Tebas: inventario y textos de un sepulcro egipcio de la XX dinastía, Madrid, 1887.
Según sus propias afirmaciones en la Conferencia que imparte en Villanueva y Geltrú el 16 de mayo de 1886, con motivo de la inauguración de la exhibición de la recién creada entonces «Colección Egipcia del Museo Balaguer», pretendía crear la egiptología en España y situar dicha materia a la altura que esta ciencia vivía en otros lugares de Europa. 

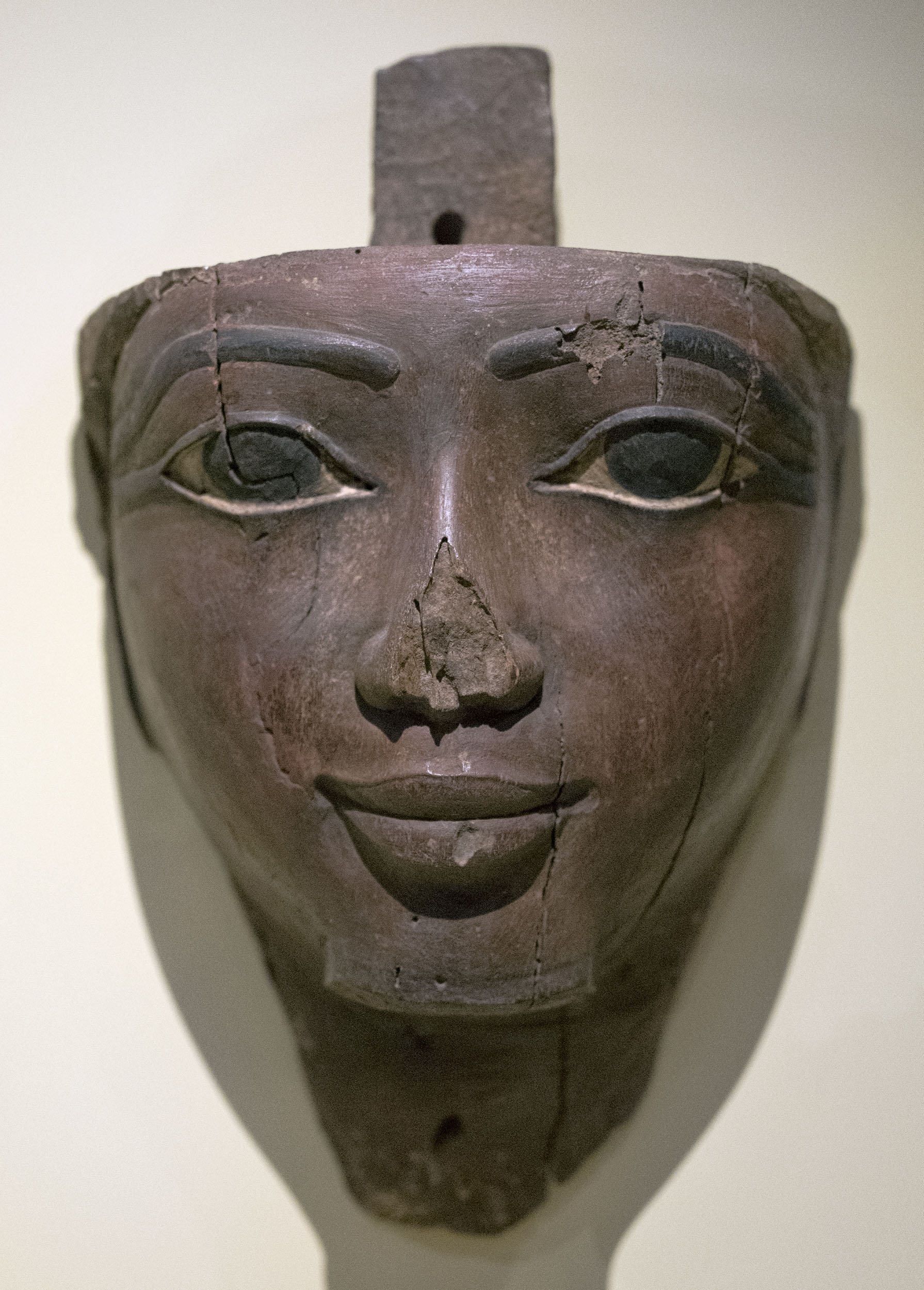
Máscara funeraria del Imperio Nuevo, una de las piezas que Toda vendió al M.A.N.

Sus obras se completan con la elaboración del Catálogo de la Colección Egipcia de la Biblioteca-Museo Balaguer (Madrid, 1887), comprensivo de las piezas egipcias traídas a España y entregadas a dicha institución para su exhibición, y su monografía sobre Las Momias Reales de Bulaq (Madrid, 1889), en la que describe y analiza todo el proceso del descubrimiento de las momias de los faraones del Imperio Nuevo en el escondrijo de Deir el-Bahari que él debió conocer bien dada su especial relación con Maspero durante su estancia en Egipto.
Toda se deshizo de su colección de antigüedades egipcias en los años posteriores, vendiendo parte de ellas al Museo Arqueológico Nacional de Madrid, y cediendo el resto al Museo de Villanueva y Geltrú. Quedó inédito y sin publicar un manuscrito titulado El Antiguo Egipto. Toda murió el 26 de abril de 1941 y sus restos se hallan enterrados en el monasterio de Poblet.

## Obra
- Poblet. Descripción histórica, Reus, 1870.
- Annam and its minor currency, Shanghái: Noronha & Sons, 1882.
- Macao, records de viatge, 1883.
- Poblet. Records de la Conca de Barberà, Barcelona, 1883.
- Estudios Egiptológicos. Serie de tres títulos, Sesostris, Madrid, 1886; La muerte en el Antiguo Egipto, Madrid, 1887 y Son Notém en Tebas: inventario y textos de un sepulcro egipcio de la XX dinastía, Madrid, 1887.
- La Vida en el celeste imperio, Madrid, 1887.
- Catálogo de la Colección Egipcia de la Biblioteca-Museo Balaguer, Madrid, 1887.
- A través del Egipto, Madrid, 1889.
- Las Momias Reales de Bulaq, Madrid, 1889.
- Un poble català d'Itàlia: l'Alguer, Barcelona, 1888.
- La vida en el celeste imperio. Madrid: El Progreso Editorial, 1890.
- Bibliografía española de Cerdeña, Madrid, 1890.
- Historia de la China, Madrid: El Progreso Editorial, 1893.
- Records catalans de Sardenya, Barcelona, 1903.
- La premsa catalana a Sardenya, 1903.
- Història d'Escornalbou, Tarragona, 1926.
- Bibliografía espanyola d'Itàlia, Castell d'Escornalbou, 1927-1931. En cinco volúmenes.
- Los Convents de Reus y sa destrucció en 1835, Reus, 1930.
- Per la restauració del Monestir de Poblet, Barcelona, 1935.
- El Antiguo Egipto, manuscrito inédito.

## Documental
En 2016 se estrenó "Les set vides d'Eduard Toda" un documental en el que los periodistas Toni Orensanz, Ramon Masip y Manel Vinuesa reconstruyen la trayectoria y vida de Toda con testimonios de historiadores, egiptólogos y arquitectos. Está producido por Mabs y Making Movies con el apoyo de la Diputación de Tarragona.